# Lansdowne Partners
Lansdowne Partners (Lansdowne) è una società britannica che investe in azioni. È stata uno dei primi hedge fund europei con un picco di 21 miliardi di dollari di asset under management (AUM) nel 2015. Nel 2023 l'AUM è stato di 7 miliardi. Negli ultimi anni, l'azienda è passata dalle sue strategie di hedge fund a strategie long-only, in linea con i gestori patrimoniali più tradizionali.

## Storia
Nel 1998, Paul Ruddock - esperienze alla Goldman Sachs (1980-1984) e poi responsabile del business internazionale alla Schroders & Co. Inc. (1984-1998) - e Steven Heinz fondarono Lansdowne. Il nome della società deriva da Lansdowne Road a Holland Park, dove è stata fondata. In origine, si concentrava sull'uso dell'analisi fondamentale per acquistare e vendere azioni europee. Il suo hedge fund di punta, lanciato nel 2001, era il fondo azionario britannico di Lansdowne, gestito da Peter Davies e Stuart Roden, che in precedenza avevano lavorato presso Mercury Asset Management.
Lansdowne ha avuto un successo iniziale e nel novembre 2006, quando ha venduto una quota del 19% a Morgan Stanley Investment Management, aveva 12 miliardi di dollari in AUM in cinque diverse strategie di investimento.
Nella crisi finanziaria del 2007-2008, il fondo azionario britannico di Lansdowne ha tratto profitto dalle posizioni corte nei settori finanziario e immobiliare. Poi ha acquistato titoli a un prezzo basso durante la crisi e ha avuto un rendimento del 25,9% alla fine del 2009, quando i mercati sono rimbalzati.
Nel 2011, il fondo azionario britannico di Lansdowne ha perso il 20,1% a causa delle sue posizioni lunghe sul settore finanziario. Nell'aprile 2012, è stato rinominato fondo Lansdowne Developed Markets.
Nel giugno 2013, Ruddock si è ritirato e nel 2014 anche Heinz si è ritirato dalle attività quotidiane di Lansdowne. Tuttavia entrambi hanno comunque mantenuto una significativa proprietà dell'azienda e rimangono azionisti di controllo con una quota del 55% dell'azienda. Ciò è stato citato come un ostacolo nel consentire all'azienda di espandersi ulteriormente.
Nel settembre 2013, Lansdowne nominò Alex Snow come CEO e lui assunse un team di nuovi dipendenti per lanciare un fondo energetico. Tuttavia, nel gennaio 2017, Snow lasciò l'azienda citando la frustrazione di non essere in grado di espandere l'azienda in quanto non era pienamente autorizzato a farlo. Dopo la partenza di Snow, il fondo speculativo finanziario di Lansdowne fu chiuso.
Nel 2017, Lansdowne stava considerando l'idea di lanciare un fondo di credito e di diversificare la strategia dell'azienda, poiché all'epoca il fondo Lansdowne Developed Markets rappresentava l'80% del suo AUM e ancora di più in profitti. A causa del cambiamento nell'ambiente di mercato, stava diventando sempre più difficile trarre profitto dalla selezione delle azioni. Roden, che aveva smesso di gestire il fondo nel 2016 per gestire Lansdowne stesso, ha sostenuto la decisione e ha cercato di convincere il team di gestione dell'azienda ad accettare il piano. Tuttavia, il team di gestione non è riuscito a concordare quale strategia avrebbe dovuto adottare l'azienda e alla fine i fondatori originali della società non hanno voluto diluire le loro azioni per incentivare nuovi team. Di conseguenza, il piano non si è mai concretizzato e Rodden se n'è andato a settembre 2018.
A luglio 2020, Lansdowne ha annunciato che avrebbe chiuso il suo fondo Lansdowne Developed Markets dopo un lungo periodo di scarse performance. Per quanto riguarda le posizioni corte, il fondo non aveva battuto il mercato nel complesso dal 2008. Dal 2016 al 2019, il fondo ha avuto una perdita annuale composta di quasi il 3%, mentre l'S&P 500 ha avuto un guadagno annuale del 9,5%. Tra le ragioni, la sottovalutazione dell'impatto della Brexit e una perdita di 326 milioni di dollari dopo aver scommesso contro Glencore quando il prezzo delle sue azioni è rimbalzato. Nei primi 6 mesi del 2020, il fondo ha perso il 23% a causa delle sue posizioni lunghe sui titoli delle compagnie aeree che sono state colpite dalla pandemia di COVID-19. Circa la metà degli investitori del fondo si è convertita al Lansdowne Developed Markets Long Only Fund. A questo punto, Lansdowne aveva già più soldi nelle sue strategie long-only.
Nel maggio 2023, Lansdowne ha annunciato l'acquisizione di Crux Asset Management, una società boutique long-only.